# 威特沃特斯兰德

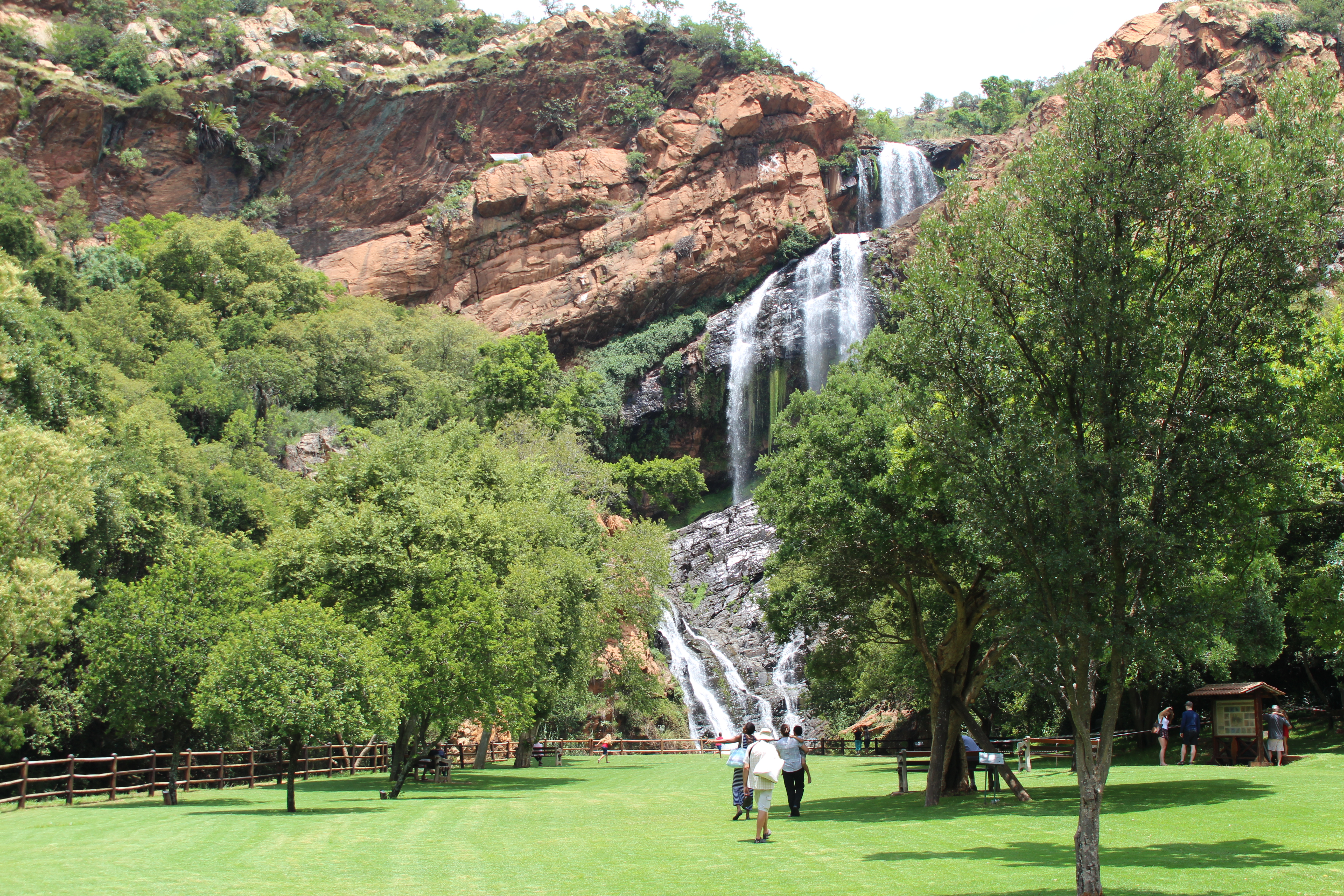

威特沃特斯兰德（Witwatersrand）是南非豪登省和西北省的一座低矮山脉的名称，也是该山脉附近以约翰内斯堡为中心的兰德金矿产区的统称。简称为“兰德”（Rand）。南非货币兰特亦得名于此。
“威特沃特斯兰德”一词来自南非语，意为“白水分水岭”。该地区原属德兰士瓦共和国，在1884年首次发现金矿。其黄金储量占世界黄金总储量的40%。第二次布尔战争后，威特沃特斯兰德地区作为德兰士瓦共和国的领土被英国吞并。1910年南非联邦成立之后属德兰士瓦省。南非取消种族隔离后分属西北省和比勒陀利亚-威特沃特斯兰德-弗里尼欣省（该省后改名为豪登省）。
威特沃特斯兰德地区的主要城市有约翰内斯堡、克鲁格斯多普、卡勒敦维尔、兰德方丹。
25°47′10″S 27°50′54″E / 25.7861°S 27.8483°E